# .bn
.bn is het topleveldomein voor websites uit Brunei. Het wordt beheerd door Telekom Brunei Berhad, of simpelweg TelBru (voorheen Jabatan Telekom Brunei).

## Gebruik
- .BN - Algemeen gebruik
- .COM.BN - Commercieel gebruik
- .NET.BN - Providers van internetdiensten
- .ORG.BN- Non-profitorganisaties en -instanties
- .EDU.BN - Educatieve instanties
- .GOV.BN - Regering